# Gbespråk

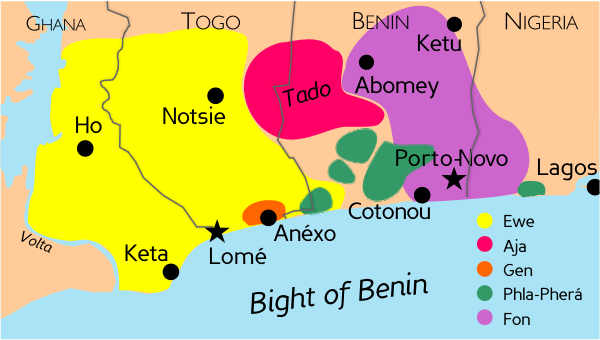
Karta som visar utbredningen av de större dialektområdena inom gbespråken (efter Capo 1988, 1991).

Gbespråken är en grupp av omkring tjugo besläktade språk som talas i ett område som sträcker sig mellan östra Ghana och västra Nigeria. Det totala antalet talare av gbespråk är mellan fyra och åtta miljoner. Det mest utbredda gbespråket är ewe (cirka 3 miljoner talare i Ghana och Togo), följt av fon (1,7 miljoner, främst i Benin). Gbespråken tillhör kwagrenen av Niger-Kongospråken, och sönderfaller i fem större dialektgrupper: Ewe, fon, aja, gen och phla-pherá.
De flesta av gbefolken har kommit från öster till sina nuvarande områden i flera migrationsvågor mellan 900-talet och 1400-talet. Vissa av de folk som talar phla-pheráspråk anses dock vara ursprungsbefolkningen i området som har beblandats med gbespråkiga invandrare, och genfolket är troligen invandrare norrifrån av ga- eller fanteursprung. I slutet av 1700-talet blev många gbespråkiga förslavade och förflyttade till Nya världen, vilket gjorde att gbespråk fick en roll i utvecklandet av flera karibiska kreolspråk. 
Omkring 1840 påbörjade tyska missionärer lingvistisk forskning om gbespråken. Under första halvan av 1900-talet var Diedrich Hermann Westermann en av de mest produktiva bidragsgivarna till forskningen om gbespråken. Den första interna klassificeringen av gbespråken publicerades 1988 av H.B. Capo. Denna följdes av en jämförande fonologi 1991. Gbespråken är tonspråk och isolerande språk och den grundläggande ordföljden är subjekt- verb-objekt.

## Språk

### Geografi och demografi
Gbespråkens område avgränsas i väster av floden Volta i Ghana och i öster av floden Weme i Nigeria. Den norra gränsen ligger mellan 6 och 8 grader latitud och den södra gränsen är Atlantens kust. Utanför språkområdets gränser talas främst andra kwaspråk, förutom i öster och nordöst, där yoruba talas. I väster talas ga, guang och akan. I norr angränsar språken adele, aguna, akpafu, lolobi och yoruba.
Uppskattningar om det totala antalet talare av gbespråk varierar avsevärt. Capo (1988) ger en försiktig uppskattning om fyra miljoner, medan Ethnologue (15:e upplagan 2005) ger siffran åtta miljoner (antalet beräknades genom att addera antalet talare av alla enskilda gbespråk). De mest talade gbespråken är ewe (Ghana och Togo) och fon (Benin och östra Togo) med tre miljoner respektive 1,7 miljoner talare. Ewe är ett formellt undervisningsspråk i skolor och universitet i Ghana, och används även i informell utbildning i Togo. I Benin var aja (7406 000 talare) och fon två av de sex nationella språken som valdes ut av regering för vuxenutbildning 1992.

### Klassificering
Greenberg, i Westermanns efterföljd (1952), placerade gbespråken i kwaunderfamiljen av Niger-Kongospråken. Fastän definitionen av kwagrenen har ändrats under årens lopp har gbespråken alltid ansetts ingå i den och klassificeras för närvarande som följer:
- Niger-Kongospråk
  - Atlantiska språk
    - Volta-Kongospråk
      - Kwa
        - Left Bank
          - Gbe.

Många av gbespråken är nära besläktade. Baserat på jämförande forskning indelar Capo (1988) gbespråken i fem större grupper, där varje grupp långtifrån är enhetlig och består av många dialektala varieteter. Dessutom är gränserna mellan grupperna inte alltid tydliga. De fem större grupperna är:
| Namn       | Alternativa namn | Talare          | Några dialekter             | Område                                                           |
| ---------- | ---------------- | --------------- | --------------------------- | ---------------------------------------------------------------- |
| Ewe        | Vhe, Ewegbe      | cirka 3 000 000 | Anlo, Kpando, Ho, Fodome    | lägre halvan av Ghana öster om floden Volta, samt sydvästra Togo |
| Gen        | Ge, Mina, Gengbe | cirka 400 000   | Gliji, Anexo, Agoi          | Togosjön, omkring Anexo                                          |
| Aja        | Ajagbe, Adja     | cirka 1 300 000 | Dogbo, Sikpi                | Togo, Ajaområdet längs floden Mono i inlandet                    |
| Fon        | Fongbe, Popo     | cirka 1 700 000 | Gungbe, Kapse, Agbome, Maxi | sydöstra Togo, Benin väster om floden Weme och längs kusten      |
| Phla-pherá | Fla, Offra       | cirka 400 000   | Alada, Toli, Ayizo          | Togo och Benin längs kusten och omkring sjön Ahéme               |

### Namngivning
Dialektkontinuumet som helhet kallades 'Ewe' av Westermann, den mest inflytelserike skribenten om språkgruppen. Han använde termen 'standardewe' för den skrivna formen av språket. Andra författare har kallat gbespråken som helhet 'aja', efter namnet på det lokala språket i Aja-Tado-området i Benin. Användningen av detta enskilda språks namn för språkgruppen som helhet var inte bara inte acceptabelt för alla talare utan också ganska förvirrande. Efter att en arbetsgrupp upprättats vid West African Languages Congress i Cotonou 1980 har H. B. Capos namnförslag blivit allmänt accepterat:  'Gbe' , vilket är ordet för 'språk/dialekt' i vart och ett av språken. (I dagligt tal omtalas enskilda gbespråk av sina talare som X-gbe, till exempel Ewegbe för Ewe, Fongbe för fon, etcetera.)

## Historia

### Före 1600
Ketu, i nuvarande Benin, kan vara en lämplig startpunkt för en kortfattad historia över de gbetalande folken. I ewetraditioner kallas Ketu Amedzofe ("mänsklighetens ursprung") eller Mawufe ("det högsta väsendets hem"). Det anses att invånarna i Ketu ursprungligen tillhörde oyofolket, som nu lever i Nigeria. Befolkningen pressades västerut av en serie krig mellan 900-talet och 1200-talet. I Ketu skilde sig förfäderna till de gbetalande folken från andra flyktingar och började etablera sin egen identitet.
Yorubaattacker mellan 1200-talet och 1400-talet drev en stor del av gruppen ännu längre västerut. De bosatte sig i det gamla kungariket Tado (även kallat Stado eller Stádó) på floden Mono (i nuvarande Togo). Tadoriket var en viktig statsbildning i Västafrika fram till slutet av 1400-talet. 
Under loppet av 1200-talet eller 1300-talet upprättades kungariket Notsie (eller Notsye, Wancé) av utvandrare från Tadoriket. Notsie skulle senare (omkring 1500) bli hem för en annan grupp utvandrare från Tado, ewefolket. Omkring 1550 upprättade utvandrare från Tado kungariket Allada (eller Alada), som senare blev centrum för fonfolket. Tado är också ursprungsort för ajafolket, och namnet Aja-Tado (Adja-Tado) används ofta för deras språk. 
Andra folkgrupper som talar gbespråk idag är genfolket (Mina, Ge) omkring Anexo, som troligen är av ga- och fanteursprung, och phla och pherá –folken, av vilka vissa består av områdets traditionella invånare blandade med tidiga utvandrare från Tado.

### Europeiska köpmän och den transatlantiska slavhandeln
Man vet inte mycket om gbespråkens historia under den tid då endast portugisiska, nederländska och danska köpmän gick i land på Guldkusten (ungefär 1500 till 1650). Handeln med mestadels guld och jordbruksvaror utövade inte så stort inflytande på dåtidens sociala och kulturella strukturer. Man upplevde inget behov av att undersöka de inhemska språken och kulturerna. De språk som i allmänhet användes i handel vid denna tid var portugisiska och nederländska. Vissa lånord finns kvar från denna period, till exempel atrapoe 'trappa' från nederländska 'trap' och duku 'duk' från nederländska 'doek' eller danska 'dug'. De få skrivna berättelser som härrör från denna period är inriktade på handel. När fler europeiska länder upprättade handelsposter i området skickades missionärer ut. Redan 1658 översatte spanska missionärer Doctrina Christiana till Alladas språk, vilket gör den till en av de tidigaste texterna på något västafrikanskt språk. 
Den relativt fredliga situationen ändrades i grunden när den transatlantiska slavhandeln uppkom. Denna nådde sin höjdpunkt i slutet av 1700-talet då så många som 15 000 slavar om året exporterades från området omkring Benin som del av en triangelhandel mellan Europa, Afrikas västkust och Nya världen (i synnerhet Karibien). De huvudsakliga aktörerna i denna process var nederländska (och i mindre utsträckning engelska) köpmän. Fångarna tillhandahölls mestadels av samarbetsvilliga stater på Afrikas kust. 
Beninbukten, som är precis det område där gbespråken talas, var ett av centrumen för slavhandeln vid slutet av 1700-talet. Att 5 % av befolkningen varje år exporterades ledde till befolkningsminskning. Dessutom ledde slavhandeln till obalans i proportionen kvinnor/män, eftersom de flesta exporterade fångar var män. I vissa delar av Slavkusten blev proportionen två vuxna kvinnor för varje man. Flera krig (ibland medvetet framprovocerade av europeiska makter för att söndra och härska) drabbade dessutom de sociala och ekonomiska relationerna i området. Frånvaron av tidigare lingvistiska data gör det svårt att spåra de språkliga förändringar som blev följden av denna turbulenta period.

### Koloniseringen och därefter
Omkring 1850 hade den transatlantiska slavhandeln i praktiken upphört. När de europeiska kolonialmakternas grepp stärktes blev slavplundring förbjuden, handeln inriktades åter på varor och européerna tog på sig att kristna de koloniserade delarna av Afrika. 1847 påbörjade Norddeutsche Missions-Gesellschaft (Bremen) sitt arbete i Keta.
1857 publicerades den första ewegrammatiken, Schlüssel der Ewesprache, dargeboten in den Grammatischen Grundzügen des Anlodialekts, av missionären J.B. Schlegel från Bremenmissionen. Fem olika dialekter av gbespråk (som vid denna tid kallades Ewéspråkfältet) hade redan urskilts av Schlegel, noterar Robert Needham Cust i sin Modern Languages of Africa (1883). De dialekter som listades av Cust passar inte exakt de fem undergrupper som nu urskiljs av Capo. Detta är inte alltför förvånande, eftersom Cust själv medger att han bygger på en mångfald ofta motsägande källor. Till exempel listas fon två gånger (en gång som 'dialekten i provinsen Dahomé' och en gång som 'Fogbe'). 
Medan tidigare litteratur mestadles bestod av reseberättelser som ibland hade tillägg av korta ordlistor, blev Schlegels arbet början på en period av omfattande lexikografiska och lingvistiska undersökningar av de olika gbespråken. Viktiga författare från denna period är bland andra Christaller (Die Volta-Sprachen-Gruppe, 1888), Henrici (Lehrbuch der Ephe-Sprache, 1891, i praktiken den första komparativa gbegrammatiken), Knüsli (Ewe-German-English Vocabulary, 1892) och Delafosse (Manuel Dahoméen (Fon), 1894).
1902 bidrog missionären Diedrich Hermann Westermann med en artikel betitlad "Beiträge zur Kenntnis der Yewe-Sprachen in Togo" till Zeitschrift für Afrikanische und Oceanische Sprachen. Westermann kom att bli en av de mest produktiva och inflytelserika författarna om gbespråken, och hans verk dominerade litteraturen och analysen om gbespråken under första hälften av 1900-talet. Han skrev främst om de västliga gbespråken, särskilt om ewe (även om han ofta använde termen 'Ewe' för att beteckna gbedialektkontinuumet som helhet). Bland hans viktigaste verk om ewe finns hans A Study of the Ewe language (1930) och Wörterbuch der Ewe-Sprache (1954).

### Renaissance du Gbe
Från 1930 och framåt har skrifter om olika gbespråk kommit i rask takt. Det stora flertalet av dessa har behandlat enskilda gbespråk. Ett betydelsefullt undantag utgörs av den omfattande jämförande språkforskning som bedrevs av Hounkpati B.C. Capo, vilken ledde till en intern klassificering av gbespråken och en rekonstruktion av proto-gbes fonologi. Mycket av den jämförande forskningen för Capos klassificering utfördes under 1970-talet. Partiella resultat publicerades i slutet av 1970-talet och början av 1980-talet i form av artiklar om specifika ljudutvecklingar i olika grenar av gbespråken och, särskilt, i form av en förenad standardortografi för gbe. I hans Renaissance du Gbe (1988) publicerades den interna klassificeringen av gbespråken i sin helhet för första gången. 1991 publicerade Capo en jämförande fonologi för gbespråken. Under denna period startade Capo också Labo Gbe (Int.), 'Laboratoriet för forskning om gbespråk', med bas i Benin. Detta har sedan dess stött forskning och publicerat flera samlingar av arbeten om gbespråken.
I början av 1990-talet påbörjade Summer Institute of Linguistics en studie för att avgöra vilka gbesamhällen som skulle ha nytta av existerande strävanden för att sprida läsförmåga och huruvida ytterligare alfabetiseringskampanjer i vissa av de återstående samhällena skulle behövas. Samordnad språkforskning som utfördes under loppet av denna studie spred mer ljus över förhållandena mellan de olika varieteterna av gbespråk.
I allmänhet bestyrkte SIL-studierna många av Capos upptäckter och ledde till justeringar av några av hans mer provisoriska grupperingar.

## Språkliga drag

### Ljudsystem

#### Konsonanter
Följande fonetiska segment är belagda i gbespråk: 
| Capo 1991:39  | bilabial | labio- dental | lamino- dental | lamino- alveolar | apikal post- alveolar | alveo- palatal | palatal | velar | uvular | labio- palatal | labio- velar | labialiserad uvular |
| ------------- | -------- | ------------- | -------------- | ---------------- | --------------------- | -------------- | ------- | ----- | ------ | -------------- | ------------ | ------------------- |
| klusiler      | p b      |               | t d            |                  | ɖ                     |                |         | k g   |        |                | k͡p g͡b        |                     |
| nasaler       | m        |               |                |                  | n                     |                | ɲ       | ŋ     |        |                | ŋʷ           |                     |
| affrikator    |          |               | ʦ ʣ            |                  |                       | ʧ ʤ            |         |       |        |                |              |                     |
| frikativor    |          | f v           |                | s z              |                       | ʃ ʒ            |         |       | χ ʁ    |                |              | χʷ ʁʷ               |
| tremulanter   |          |               |                |                  | r r̃                   |                |         |       |        |                |              |                     |
| approximanter |          |               |                |                  | l l̃                   |                | j j̃     | ɣ     |        | ɥ ɥ̃            |              | w w̃                 |

Noter

- När tecken uppträder i par representerar den till höger en tonande konsonant, förutom raderna för tremulanter och approximanter, där tecknet till höger representerar en nasalerad konsonant.
- Den tonande apiko-postalveolara klusilen skrivs vanligen med tecknet för den alveolara tonande retroflexa konsonanten [ɖ]. Den liknar detta ljud, men är inte lika retroflex.
- Tabellen ovan listar de belagda fonetiska segmenten. Vissa av ljuden som listas här är i fri variation med andra ljud (till exempel r och r̃ med l och l̃).

Inget gbespråk har alla de fyrtiotvå fonetiska segmenten ovan. Enligt Capo (1991) har vart och ett av dem följande tjugotre konsonanter gemensamt: b m t d ɖ n k g k͡p g͡b ɲ f v s z χ ʁ r r̃ l l̃ y w.

#### Vokaler
Följande vokaler finns i gbespråk:
| Capo 1991:24  | Främre | Central | Bakre |
| ------------- | ------ | ------- | ----- |
| Sluten        | i • ĩ  |         | u • ũ |
| Mellan-sluten | e • ẽ  |         | o • õ |
|               |        | ə • ə̃   |       |
| Mellan-öppen  | ɛ • ɛ̃  |         | ɔ • ɔ̃ |
| Öppen         |        | a • ã   |       |

Inget av gbespråken har alla de sexton ovan nämnda vokalsorterna. I allmänhet använder varje gbevarietet en grupp om fjorton vokaler, sju orala och sju nasala. Vokalerna i ĩ u ũ e o ɛ̃ ɔ ɔ̃ a ã är belagda i alla gbespråk. 
Nasalitet spelar en viktig roll i gbespråkens vokalbestånd. Varje vokal i ett gbespråk uppträder i en icke-nasalerad och en nasalerad form. Capo (1991) observerar att graden av nasalitet hos nasalvokaler är lägre när de uppträder efter nasala konsonanter än efter icke-nasala konsonanter. 

#### Nasalitet i gbespråk
Capo (1981) har argumenterat för att nasalitet i gbespråk ska analyseras fonematiskt som ett drag som är relevant för vokaler och inte för konsonanter. Detta innebär att underliggande nasalvokaler erkänns, medan nasala konsonanter behandlas som enbart förutsägbara varianter av sina icke-nasala motsvarigheter. Exempelvis följs alltid icke stavelsebildande nasala konsonanter av en nasalvokal, och stavelsebildande nasala konsonanter analyseras som reducerade former av konsonant-vokal-stavelser. Denna analys ligger i linje med rekonstruktioner av proto-Volta-Kongospråket, som har föreslagits ha liknande kännetecken.

#### Ton
Gbespråken är tonspråk. I allmänhet har de tre tonnivåer, hög (H), mellan (M) och låg (L), av vilka de två lägre inte är fonematiskt kontrastiva. Därmed är de grundläggande tonemen i gbespråken ”hög” och ”icke-hög”, där det höga tonemet kan realiseras som hög eller stigande och det icke-höga tonemet som låg eller mellan. Tonerna i gbespråks substantiv påverkas ofta av substantivstammens konsonant. Huruvida konsonanten är tonande eller tonlös påverkar realiseringen av det icke-höga tonemet som följer: Om konsonanten är en tonande obstruent realiseras det icke-höga tonemet som lågt (è-dà 'orm') och om konsonanten är en tonlös obstruent eller en sonorant realiseras det icke-höga tonemet som mellan(āmē 'person', á-fī 'mus').

### Morfologi
Den grundläggande stavelseformen i gbespråk återges vanligen (K1)(K2)V(K3), vilket betyder att det minst måste finnas en kärna V, och att det finns olika möjliga konfigurationer av konsonanter (K1-3). V-positionen kan fyllas av någon av vokalerna eller av en stavelsebildande nasal. Det är också tonens placering. Medan praktiskt taget vilken konsonant som helst kan förekomma i K1-positionen finns flera begränsningar på den typ av konsonanter som kan förekomma i K2- och K3-positioner. I allmänhet kan endast likvidor förekomma som K2, medan endast nasaler förekommer i K3-positionen. 
De flesta verb i gbespråk har ett av de grundläggande stavelseformerna. Gbespråkens nomen föregås i allmänhet av ett nominalprefix som består av en vokal (jämför eweordet aɖú, 'tand'). Kvaliteten hos denna vokal begränsas till gruppen icke-nasala vokaler. I vissa fall är nominalprefixet reducerat till schwa eller borta helt: ordet för 'eld' är izo på phelá, əʤo på Wací-Ewe och ʤo på Pecí-Ewe. Nominalprefixet kan ses som en relik av ett typiskt Niger-Kongospråkligt substantivklass-system.
Gbespråken är isolerande språk, och uttrycker därmed många semantiska drag med lexikala enheter. Det ofta brukade perifrastiska konstruktionerna är av en mer agglutinerande natur. I motsats till bantuspråken, en stor gren av Niger-Kongospråkfamiljen, har gbespråken väldigt lite böjningsmorfologi. Det finns till exempel överhuvudtaget ingen kongruens mellan subjekt och predikat i gbespråken, ingen genuskongruens och ingen numerusböjning av substantiv. Gbespråken använder i stor utsträckning ett rikt system av tempus/aspekt-markörer. 
Reduplikation är en morfologisk process där roten eller stammen i ett ord, eller en del av ordet, upprepas. Gbespråken, liksom de flesta andra kwaspråk, använder i stor utsträckning reduplikation för att bilda nya ord, särskilt för att avleda substantiv, adjektiv och adverb från verb. På ewe substantiveras exempelvis verbet lá̃, 'att skära', genom reduplikation, för att ge lãlá̃, 'handlingen att skära'. Triplikation används för att intensifiera betydelsen av adjektiv och adverb, till exempel ewe ko 'bara' > kokooko 'bara, bara, bara'.

### Syntax
Den grundläggande ordföljden i gbespråkens satser är i allmänhet subjekt verb objekt, utom i imperfektivt tempus och vissa relaterade konstruktioner. Gbespråken, i synnerhet ewe, fon och anlo, spelade en roll när flera karibiska kreolspråk uppkom. Exempelvis kan haitisk kreol klassificeras som ett språk med franskt ordförråd och ett gbespråks syntax.
Gbespråken gör inte så stor skillnad mellan tempus och aspekt. Det enda tempus som uttrycks med en enkel morfologisk markör i gbespråk är futurum. Futurummärket är ná eller a, som kan utläsas av exemplen nedan.
Andra tempus uttrycks med hjälp av särskilda tidsadverb eller genom slutledning från sammanhanget, och det är här distinktionen mellan tempus och aspekt blir otydlig. Till exempel blandas det som ibland kallas perfektiv aspekt i gbespråk med begreppet om dåtid eftersom det uttrycker en händelse med en bestämd slutpunkt, som located in the past (se exempelmeningar nedan).
- ŋútsu á a ɸlè xéxí   (man DET FUT köpa paraply)   mannen kommer att köpa ett paraply   (Ewe, futurummarkör)
- ŋútsu á ɸlè xéxí   (man DET köpa:PERF paraply)   mannen köpte ett paraply   (Ewe, perfektiv)

Fokus, som används för att dra uppmärksamheten till en särskild del av yttrandet, för att ange kontrast eller för att betona något, uttrycks i gbespråk med att det fokuserade elementet flyttas åt vänster och genom en fokusmarkör wɛ́ (Gungbe, Fongbe), yé (Gen) eller é (Ewegbe), som suffigeras till det fokuserade elementet. 
- àxwé yé Kòfí tù   (hus FOK Kofi bygga:PERF)   Kofi byggde ETT HUS   (Gen, fokus) [13]

Frågor kan konstrueras på olika sätt i gbespråk. En enkel deklarativ sats kan ändras till en frågesats genom att frågepartikeln à placeras i slutet. Ett annat sätt att bilda frågor är genom att använda frågeord. Dessa så kallade frågeordfrågor är mycket lika fokuskonstruktioner i gbespråk. Frågeorden sätts i början av satsen, liksom fokusmarkören. Den nära släktskapen med fokus visas också genom det faktum att en mening på ett gbespråk inte kan innehålla ett frågeord och ett fokuserat element samtidigt. 
- Afua de Gɛ à?   (Afua nå:PERF Gɛ FRÅGA)   Åkte Afua till Accra?   (Ewe, fråga)
- étɛ́ Sɛ́ná xìá?   (vad Sena läsa:PERF)   Vad läste Sena? (Gungbe, frågeordfråga) [13]

Tema, signalerande av det ämne som det talas om, åstadkoms i gbespråken genom att temat flyttas till början av satsen. I vissa gbespråk suffigeras en temamarkör till det element som utgör temat. I andra gbespråk måste temat vara bestämt. Ett tematiserat element föregår det fokuserade elementet i en sats som innehåller båda. 
- ...ɖɔ̀ dàn ɔ́, Kòfí wɛ̀ hùì   (att ormen DET Kofi FOK döda:PERF-den)   ...att ormen, KOFI dödade den   (Fongbe, topic) [13]

Negation uttrycks på olika sätt på gbespråken. I allmänhet kan tre metoder för negation urskiljas: Språk som gungbe uttrycker negation med preverbal markör má, språk av fongbe-typ uttrycker negation antingen som gungbe, eller med en markör i slutet av satsen ã, och språk som ewe kräver både den preverbala markören mé och en satsfinal markör o.
| Kɔ̀jó má xɔ̀ kátikáti lɔ́ | Kojo NEG köpa drake DET      | Kojo köpte inte draken            | (Gungbe) |
| Kɔ̀kú má ná xɔ̀ àsɔ́n ɔ́   | Koku NEG FUT köpa krabba DET | Koku kommer inte att köpa krabban | (Fon)    |
| Kɔ̀kú ná xɔ̀ àsɔ́n ɔ́ ã    | Koku FUT köpa krabba DET NEG | Koku kommer inte att köpa krabban | (Fon)    |
| Kòfi mé ɖù nú ò        | Kofi NEG äta sak NEG         | Kofi åt inte                      | (Ewe)    |

Gbespråk delar ett gemensamt drag med många andra språk i Voltas flodområde, seriell verbkonstruktion. Detta innebär att två eller fler verb kan placeras intill varandra i en sats och dela samma subjekt, utan sammanfogande markörer, vilket ger en betydelse som uttrycker den konsekutiva eller samtidiga aspekten av verbhandlingarna. 
- Kofí trɔ dzo kpoo   (Kofi vända:PERF gå iväg:PERF stilla)   Kofi vände och gick iväg stilla   (Ewe, seriell verbkonstruktion)